# Noura Dirani
Noura Dirani ist eine deutsche Kunsthistorikerin und Kuratorin. Sie ist Direktorin der Kunsthalle St. Annen in Lübeck.

## Leben
Diranis Karriere begann an der Kunstsammlung Nordrhein-Westfalen in Düsseldorf, wo sie ihr wissenschaftliches Volontariat absolvierte und Forschungen zur Sammlung der „Klassischen Moderne“ aus einer globalhistorischen Perspektive durchführte. Zwischen 2010 und 2015 war sie am Lehrstuhl für Globale Kunstgeschichte in Heidelberg tätig, wo sie an der Schnittstelle zwischen Universität und Museum arbeitete. Sie war ab 2017 in den Staatlichen Kunstsammlungen Dresden als Kreativleiterin des Japanischen Palais und als Referentin für transkulturelle Methodik tätig.

## Wirken
Diranis Arbeit ist durch ihre epochen- und genreübergreifende Kuratierungspraxis gekennzeichnet, mit der sie sich aktuellen gesellschaftlichen Fragestellungen widmet. Zu ihren bedeutenden Ausstellungen zählen „Museum of Untold Stories“ (2018), „Die Erfindung der Zukunft“ (2019) und „Inspiration Handwerk“ (2020). Sie kuratierte auch „Andreas Gursky – nicht abstrakt“ (2016) und „Eppur si mouve – und sie dreht sich doch! Die Villa Massimo zu Gast im Japanischen Palais“ (2022). Für Dresden konzipierte sie partizipative Formate wie das „Lunch for Locals“, „Mobile Werkstätten“ und die „Transkulturelle Akademie“, die Kunst zugänglicher machen und die Stadtgemeinschaft aktiv einbinden.
Seit ihrem Amtsantritt in Lübeck führte Dirani Konzepte ein, welche die traditionellen Museumsnormen herausfordern sollen, darunter die Ausstellung „Hello Lübeck!“, die interaktive und partizipative Elemente beinhaltet, um Kunst auf eine neue, einladende Weise zugänglich zu machen. Ihre Ansätze zielen auf die Etablierung der Kunsthalle als lebendigen Ort des Austauschs und der gesellschaftlichen Auseinandersetzung ab, indem sie versucht, die Barrieren zwischen Kunstwerken und Besuchern abzubauen und einen Dialog mit der gesamten Gesellschaft anzuregen. Mit diesen Methoden, die von Trampolinen bis zu partizipativen Mal- und Installationsprojekten reichen, zielt sie auf die Stärkung des Profil der Kunsthalle St. Annen als zukunftsweisenden Ort für zeitgenössische Kunst und Kulturdialog.